# Уорд, Стивен Джон Энтони
Стивен Джон Энтони Уорд (англ. Stephen John Anthony Ward; род. 1951) — журналист и исследователь медиа, специалист по журналисткой этике; профессор и директор Высшей школы журналистики при Университете Британской Колумбии (UBC), профессор и директор-основатель Центра журналистской этики в Висконсинском университете в Мадисоне (UW); основатель комитета по этике в Канадской ассоциации журналистов (CAJ) и соавтор двух этических кодексов CAJ; как репортер и военный корреспондент освещал конфликты в Югославии, Боснии и Северной Ирландии; являлся руководителем ванкуверского бюро информационного агентства The Canadian Press (1995—1998).

## Награды
- «President’s Award» — «за вклад в журналистику», Canadian Association of Journalists.

## Работы
- Ward, Stephen J. A. The invention of journalism ethics : the path to objectivity and beyond. — 1st pbk. ed. — Montreal: McGill-Queen's University Press, 2011. — xii, 360 с. — ISBN 978-0-7735-7638-4.
- Ward, Stephen J. A. Global journalism ethics. — Montreal & Kingston: McGill-Queen's University Press, 2010. — 296 с. — ISBN 978-0-7735-8521-8.
- Ward, Stephen J. A. Ethics and the media : an introduction. — Cambridge: Cambridge University Press, 2011. — viii, 290 с. — ISBN 978-1-139-16093-3.
- Ward, Stephen J. A. Radical media ethics : a global approach. — NY: Wiley, 2015. — xviii, 239 с. — ISBN 978-1-118-47761-8.
- «Медиа-этика без границ» = «Media Ethics Beyond Borders» (сборник, Routledge, 2010) — редактор, совместно со Германом Вассерманом.